# Grace Simon
Simon Grace (Semarang, Java Central, 5 de abril de 1953) es una popular cantante y actriz indonesia que empezó su carrera artística en la década de los años 1970, que actuó en la cadena televisiva TVRI como en la telenovela "Aneka Safari" y a menudo ha seguido el concurso de la canción pop de la ASEAN. Una de sus canciones más populares fue escrita y compuesta por Titiek Puspa. Además de cantar, actuó en la película junto a Broery Song Pesolima. La segunda película, que actuó fue Los anillos con sangre, junto a Muni Cader.

## Filmografía
- Mereka Kembali (1972)
- Last Tango in Jakarta (1973)
- Cincin Berdarah (1973)
- Lagu Untukmu (1973}}
- Yatim (1973)
- Benyamin Spion 025 (1974)
- Ratapan Anak Tiri (1974)
- Benyamin Koboi Ngungsi (1975)
- Benyamin Tukang Ngibul (1975)
- Impian Perawan (1976)
- Kasus (1978)
- Pacar Seorang Perjaka (1978)
- Beri Aku Waktu (1986)

## Discografía
- Bing
- Tirai
- Sayonara Sayangku
- Saling Percaya
- Lihat Air Mata
- Sebelum Kau Pergi
- Bila Seorang Diri
- Cinta Putih
- Jera
- Tiada Cinta
- Seindah Cinta
- Kursi Pengantin
- Aku Tak Percaya lagi
- Selamat Malam
- Melati Penuh Noda
- Menanti
- Esok Malam Kujelang
- Untukmu
- Pria dan Wanita
- Renjana di produksi Musica Studio
- Karmila
- Untukmu
- Jangan Bersedih
- Damai
- Kisah Seorang dara
- Lembe-lembe
- Anju Au
- Pelarian di produksi Musica Studio

## Álbum
- Tembang Kenangan Pop Indonesia vol 1 "Tiada Cinta seindah cintaku"
- Tembang Kenangan Pop Indonesia vol 2 "Sabda Alam"
- Tembang Kenangan Pop Indonesia vol 3 "Yang ditinggalkan"
- Tembang Kenangan Pop Indonesia Vol 4 "Mengangkan"
- Tembang Kenangan Pop Indonesia Vol 5 "Diam-diam Jatuh Hati"
- Tembang Kenangan Pop Indonesia Vol 6 "Karena Janji"
- Tembang Kenangan Pop Indonesia Vol 7 "Di Wajahmu kulihat Bulan"

## Presentación
- 1976 Juara 1 Festifal Penyanyi Tingkat National

- Datos: Q5883879